# Estigmergia

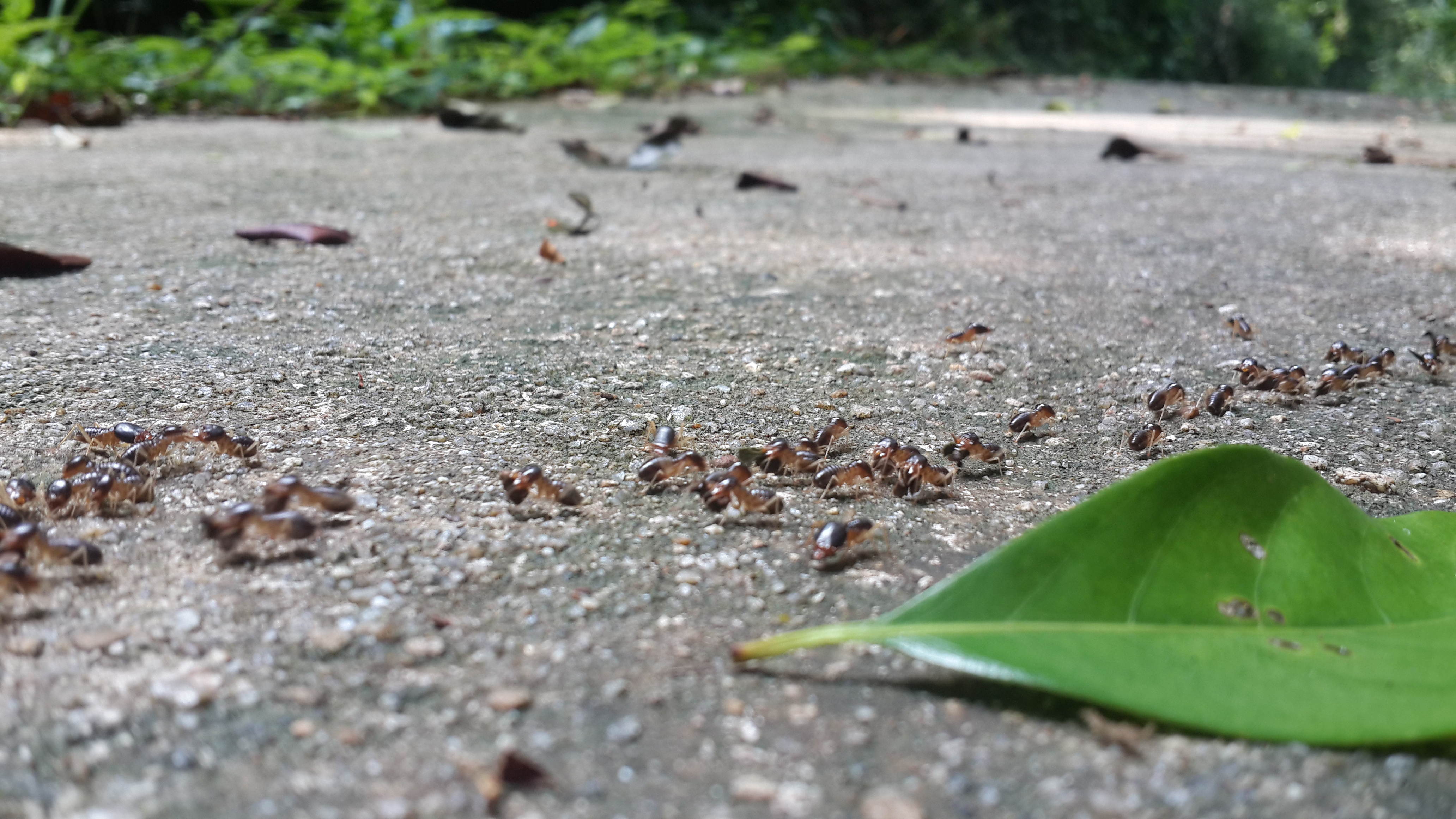
Hormigas caminando en fila hacia su hormiguero

Estigmergia (también llamada a veces estimergia) significa colaboración a través del medio físico. En sistemas descentralizados, tales como las colonias de hormigas, los diferentes componentes colaboran a través de pautas o hitos dejados en el medio: feromonas, acumulación de objetos o cualquier otro tipo de cambio físico, como la temperatura.
El concepto de estigmergia fue introducido por Pierre-Paul Grassé, un estudioso de las hormigas, para explicar cómo se lograban realizar las tareas en insectos sociales sin necesidad de planificación ni de un poder central.
Actualmente ha sido tomado y extendido a una serie de algoritmos que forman parte de la inteligencia de enjambre e inteligencia artificial; en general, estos algoritmos se denominan ACO o de optimización por colonia de hormigas.